# Forțele Aeriene Israeliene
Forțele aeriene israeliene (FAI, (în ebraică זְרוֹעַ הָאֲוִיר וְהֶחָלָל, Zroa HaAvir VeHahalal) reprezintă aviația militară din cadrul Armatei Israeliene. A fost înființată la 28 mai 1948, la scurt timp după Declarația de Independență a Israelului. Începând din august 2017, generalul Amikam Norkin este comandantul al Forțelor Aeriene.
Forțele aeriene israeliene au fost înființate cu aeronave civile rechiziționate sau donate și avioane de luptă din război mondial învechite și excedentare. În cele din urmă au fost achiziționate mai multe aeronave, printre care Boeing B-17, Bristol Beaufighter, De Havilland DH.98 Mosquito și P-51 Mustang. Forțele aeriene israeliene au jucat un rol important în Operațiunea Kadesh în timpul Crizei Suezului în anul 1956,  aruncând parașutiști la Pasul Mitla. Pe 5 iunie 1967, în prima zi a Războiului de șase zile, forțele aeriene israeliene au efectuat Operațiunea Focus, debilitând forțele arabe opuse și obținând supremația aeriană pentru restul războiului. 
La scurt timp după încheierea Războiului de șase zile, Egiptul a inițiat Războiul de Uzură, iar forțele aeriene israeliene au efectuat repetate atacuri asupra unor obiective strategice în adâncimea teritoriului inamic. 
Când Războiul de Iom Kipur a izbucnit la 6 octombrie 1973, avansurile egiptene și siriene au forțat FAI să abandoneze planuri detaliate pentru distrugerea inamicului. Forțată să opereze sub amenințările rachetelor și artileriei antiaeriene, sprijinul aerian pentru trupele de la sol pe care la furnizat a permis trupelor israeliene să mențină terenul și să treacă în contraatac.
Începând cu acel război, majoritatea avioanelor militare ale Israelului au fost obținute din Statele Unite. Printre acestea se numără F-4 Phantom II, A-4 Skyhawk, F-15 Eagle și F-16 Fighting Falcon. Forțele aeriene israeliene au operat, de asemenea, o serie de tipuri de produse autohtone, cum ar fi IAI Nesher, iar mai târziu, IAI Kfir mai avansată. 
La 7 iunie 1981, opt avioane de vânătoare F-16A ale FAI, acoperiți de șase avioane F-15A, au efectuat Operațiunea Opera pentru a distruge instalațiile nucleare irakiene de la Osiraq. 
La data de 9 iunie 1982, forțele aeriene israeliene au efectuat Operațiunea Mole Cricket 19, dezafectând sistemul de apărare aeriană din Siria. 
FAI au continuat să atace pozițiile Hezbollah și OEP din Libanul de Sud. La 1 octombrie 1985, ca răspuns la un atac terorist al OEP, care a ucis trei civili israelieni în Cipru, forțele aeriene israeliene au efectuat Operațiunea Wooden Leg. Lovitura a implicat bombardarea sediului OEP din Tunis, de către avioane de vânătoare F-15 Eagles. 
În 1991, FAI a efectuat Operațiunea Solomon, care a adus evrei etiopieni în Israel. În 1993 și 1996, FAI a participat la Operațiunea Responsabilitate și Operațiunea Fructele Mâniei. 
De atunci FAI a participat la numeroase misiuni, inclusiv în timpul Războiului din Liban din 2006, Operațiunea Cast Lead, Operațiunea Pilonul Apărării și Operațiunea Protective Edge. 
La 6 septembrie 2007, forțele aeriene israeliene au bombardat cu succes un presupus reactor nuclear din Siria în cadrul Operațiunii Orchard .

## Lista comandanților FAI
- Yisrael Amir (mai 1948 – iulie 1948)
- Aharon Remez (iulie 1948 – decembrie 1950)
- Shlomo Shamir (decembrie 1950 – august 1951)
- Haim Laskov (august 1951 – mai 1953)
- Dan Tolkovsky (mai 1953 – iulie 1958)
- Ezer Weizman (iulie 1958 – aprilie 1966)
- Mordechai Hod (aprilie 1966 – mai 1973)
- Binyamin Peled (mai 1973 – octombrie 1977)
- David Ivri (octombrie 1977 – decembrie 1982)
- Amos Lapidot (decembrie 1982 – septembrie 1987)
- Avihu Ben-Nun (septembrie 1987 – ianuarie 1992)
- Herzl Bodinger (ianuarie 1992 – iulie 1996)
- Eitan Ben Eliyahu (iulie 1996 – aprilie 2000)
- Dan Halutz (aprilie 2000 – aprilie 2004)
- Elyezer Shkedy (aprilie 2004 – mai 2008)
- Ido Nehoshtan (mai 2008 – mai 2012)
- Amir Eshel (mai 2012 – august 2017)
- Amikam Norkin (august 2017 – aprilie 2022)
- Tomer Bar (aprilie 2022 – prezent)

## Avioane și elicoptere

#### Avioane
- 5 buc. F-35 Lightning II
- 75 buc. McDonnell Douglas F-15 Eagle
- 319 buc. Lockheed F-16A,B,C,D,I
- Boeing F-15I

#### Elicoptere
- 27 buc. Boeing AH–64 Apache(în ebraică: `Peten`, `Saraph`)
- 7 buc. Eurocopter AS–565 Panther
- 10 buc. Sikorsky UH–60 Black Hawk
- 7 buc.  Sikorsky S-70

### Citații
1. ↑  http://www.inss.org.il/wp-content/uploads/sites/2/systemfiles/SystemFiles/Israel106082368.pdf
2. ↑  http://www.inss.org.il/wp-content/uploads/sites/2/systemfiles/SystemFiles/Israel106082368.pdf
3. ↑  „Flightglobal – World Air Forces 2015” (PDF). Flightglobal.com. Arhivat din original (PDF) la 19 decembrie 2014. Accesat în 14 septembrie 2018.
4. ↑  Mahnaimi, Uzi (16 septembrie 2007). „Israelis 'blew apart Syrian nuclear cache'”. The Sunday Times. London, UK. Accesat în 13 iulie 2008.

## Legături externe
- IAF Official Website
- „The Israeli Air Force”. NL: Scramble. Arhivat din original la 9 august 2012.